# Maxomys hellwaldii
Maxomys hellwaldii es una especie de roedor de la familia Muridae.

## Distribución geográfica
Es endémica de las selvas de Célebes (Indonesia). 